# Zumaya jezik
Zumaya jezik (ISO 639-3: zuy), gotovo izumrli čadski jezik kojim se služi još svega 25 osoba (1987 SIL) u kamerunskoj provinciji Far North (Extrême Nord). Pripada užoj skupini masa. U opasnosti je od izumiranja.

## Vanjske poveznice
- Ethnologue (14th)
- Ethnologue (15th)